# Lawrence Sawyer, Baron Sawyer

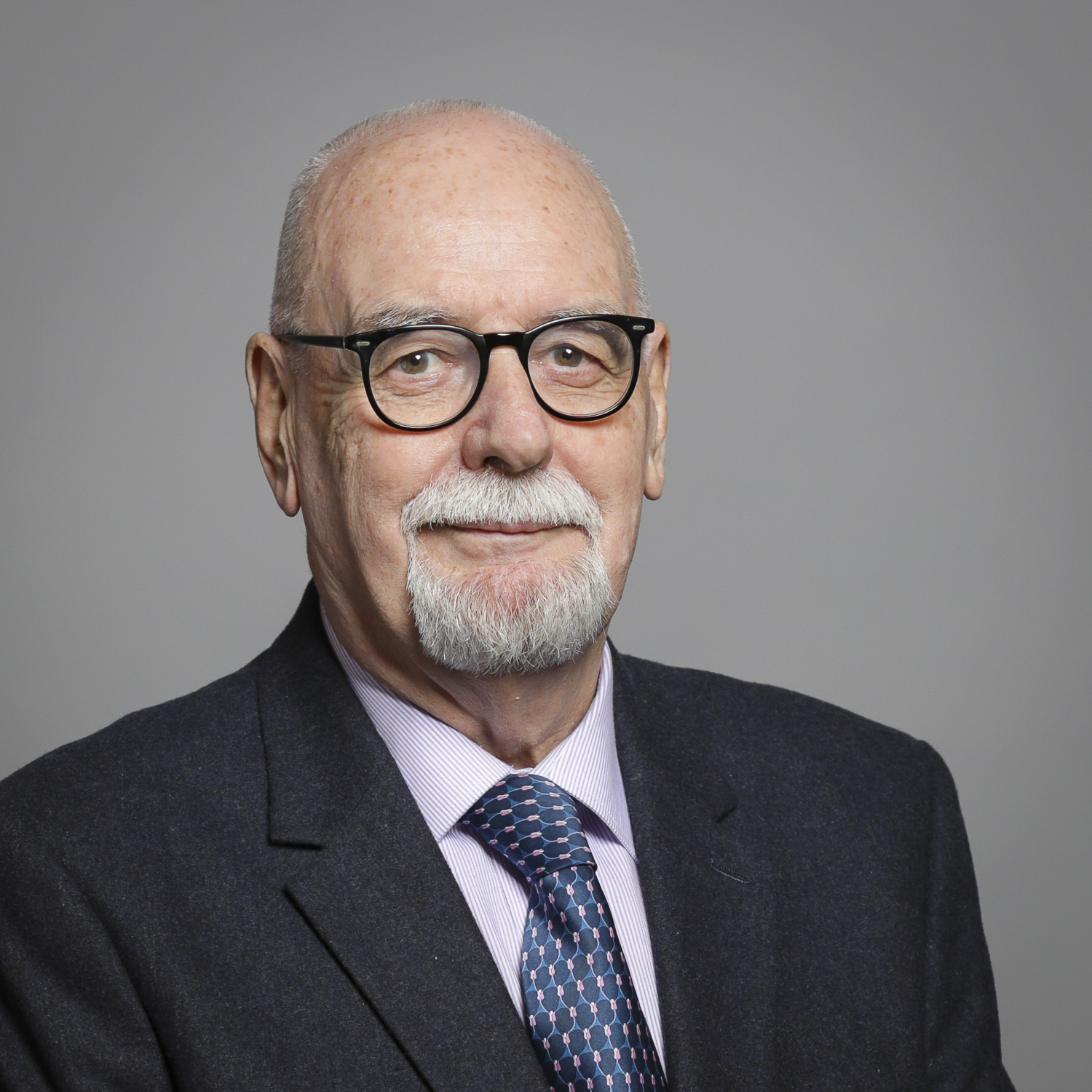
Lawrence Sawyer, Baron Sawyer

Lawrence „Tom“ Sawyer, Baron Sawyer (* 12. Mai 1943; † 4. August 2025) war ein britischer Gewerkschafter und Politiker der Labour Party, deren Generalsekretär er von 1994 bis 1998 war.

## Leben und Karriere
Sawyer besuchte die Dodmire School, die Eastbourne Comprehensive School und das Darlington Technical College. Nach seiner Ausbildung arbeitete Sawyer zunächst als Ingenieur, bevor er der Gewerkschaft beitrat. 1971 wurde er zum Funktionär der National Union of Public Employees (NUPE) gewählt, 1975 ihr Regionalbeauftragter für den Norden. Im Jahre 1981 wurde er zum stellvertretenden Vorsitzenden der NUPE gewählt, der er bis zu deren Zusammengehen mit der UNISON im Jahre 1994 blieb. Im gleichen Zeitraum war Sawyer Mitglied des National Executive Committee der Labour Party und von 1991 ab Vorsitzender der Partei.
Im Jahre 1994 wurde er zum Generalsekretär der Labour Party gewählt und führte diese erfolgreich in die Britischen Unterhauswahlen von 1997. Auf dem Labour Parteitag von 1998 trat er von seinen Ämtern zurück und wurde am 4. August 1998 zu Baron Sawyer, of Darlington in the County of Durham, ernannt. In der Folgezeit führte er als Vorsitzender eine Reihe von Unternehmen und öffentlichen Einrichtungen. Im Jahre 2004 wurde er als Nachfolger von Leon Brittan zum neuen Kanzler der University of Teesside ernannt.